# Acanthistius pictus
Acanthistius pictus е вид лъчеперка от семейство Serranidae. Видът е незастрашен от изчезване.

## Разпространение
Разпространен е в Еквадор, Перу и Чили.

## Описание
На дължина достигат до 47 cm, а теглото им достига до 1862 g.